# Ganderbal
Ganderbal est une ville indienne située dans le district de Ganderbal dans le territoire du Jammu-et-Cachemire. En 2011, sa population était de 28 233 habitants.